# Gastrotheca griswoldi
Espèce
Synonymes
- Gastrotheca boliviana griswoldi Shreve, 1941
- Gastrotheca marsupiata bifasciata Vellard, 1957

Statut de conservation UICN

 LC  : Préoccupation mineure
Gastrotheca griswoldi est une espèce d'amphibiens de la famille des Hemiphractidae.

## Répartition
Cette espèce est endémique du Pérou. Elle se rencontre dans les régions de Pasco, de Junín et d'Huánuco entre 3 000 et 4 020 m d'altitude dans la cordillère Centrale.

## Étymologie
Cette espèce est nommée en l'honneur de John Augustus Griswold Jr. (1912–1991).

## Publication originale
- Shreve, 1941 : Notes on Ecuadorian and Peruvian reptiles and amphibians with description of new forms. Proceedings of the New England Zoological Club, vol. 18, p. 71-83.